# Annichilazione

Diagramma di Feynman dell'annichilazione di un positrone e un elettrone in un fotone gamma, che poi ri-decade in un positrone ed un elettrone attraverso il processo di produzione di coppia.

In fisica l'annichilazione (letteralmente distruzione totale o completa scomparsa di un oggetto, dal latino nihil, niente) è il risultato dell'interazione di una particella subatomica con la sua antiparticella.
Poiché l'energia e la quantità di moto, o momento, devono essere conservate, l'annichilazione di particelle e antiparticelle dà origine ad altre particelle, che possono essere fotoni ad alta energia (raggi gamma), privi di massa, o particelle massive, tali che la somma della loro energia e momento è esattamente uguale a quella delle particelle originarie. Un metodo per trattare questo aspetto dell'annichilazione è offerto dai quadrivettori della relatività ristretta.
L'annichilazione di particelle a bassa energia (ad esempio un elettrone con un anti-elettrone, o positrone) produce con maggior  probabilità due o più fotoni gamma poiché hanno massa a riposo nulla:
{\displaystyle e^{+}+e^{-}\longrightarrow 2\ {\text{ fotoni}}\,\gamma }
Invece negli acceleratori di particelle ad alta energia (ad es. l'LHC del CERN) viene generata, come evento secondario dell'annichilazione, una gran quantità di particelle esotiche pesanti aventi vita media estremamente breve.

## Esempi di annichilazione

### Annichilazione elettrone-positrone
Quando un elettrone di bassa energia si annichila con un positrone (anti-elettrone) di bassa energia possono produrre solo due fotoni gamma, poiché l'elettrone e il positrone non hanno energia sufficiente a produrre particelle con massa maggiore. Inoltre la conservazione dell'energia e dell'impulso impedisce la creazione di un singolo fotone. Sia l'elettrone che il positrone hanno una massa a riposo di circa 511 keV/c2. Quando avviene l'annichilazione fra elettrone e positrone la massa delle due particelle è convertita totalmente in energia. La massa a riposo delle due particelle si trasforma infatti nell'energia dei due raggi gamma che si creano. Ognuno dei raggi gamma, diretti in versi opposti, ha quindi un'energia di circa 511 keV.
Quando elettrone e positrone hanno basse energie si possono produrre solo due raggi gamma. Tuttavia, se una o entrambe le particelle hanno energia maggiore, si possono produrre coppie di altre particelle, ad esempio {\displaystyle e^{+}e^{-}\rightarrow e^{+}e^{-}}.

### Annichilazione protone-antiprotone
Quando un protone collide con la sua antiparticella (e in generale quando qualsiasi barione collide con un antibarione), la reazione non è semplice come l'annichilazione elettrone-positrone. A differenza dell'elettrone, il protone non è una particella elementare. Infatti è una particella composta da tre quark di valenza e da un numero indeterminato di quark di mare, legati dai gluoni. Quindi quando un protone collide con un antiprotone, uno dei quark di valenza che lo costituiscono può annichilarsi con un antiquark, mentre i quark restanti si risistemeranno in mesoni (principalmente pioni e kaoni) che si allontaneranno dal punto in cui è avvenuta l'annichilazione. I mesoni creati sono particelle instabili e decadranno a loro volta.
Questo tipo di reazione avviene fra un qualsiasi barione (particella costituita da tre quark) e un antibarione (costituito da tre antiquark). L'annichilazione può avvenire fra gli antiprotoni e i neutroni, o fra gli antineutroni e i protoni.